# مریم رزاقی‌آذر
مریم رزاقی‌آذر (زاده ۱۳۲۷ تهران) پزشک و پژوهشگر ایرانی است. او به عنوان برترین پزشک دنیا در تخصص غدد و متابولیسم کودکان برگزیده شده و همچنین به عنوان چهرهٔ ماندگار پزشکی در جهان شناخته شده است. او اولین مورد مبتلا به بیماری نادر سندرم افزایش آشکار مینرالوکورتیکوئید را در ایران کشف کرد. در آن زمان در جهان تنها ۷ مورد گزارش شده بود. وی همچنین با کشف ژن دخیل در این بیماری، راه درمان را برای این بیماری پیدا کرد. رزاقی‌آذر در مدت فعالیت‌های خود جایزه‌های مختلفی از جمله استاد نمونه، بهترین متخصص زن کشور و پژوهشگر برتر استان تهران کسب کرد. همچنین نخستین دانشمند غیراروپایی بود که وارد انجمن اروپایی غدد شد و مطالب علمی را ارائه کرد.

## زندگی‌نامه و تحصیلات
مریم رزاقی‌آذر در سال ۱۳۲۷ در شهر تهران زاده شد. پدرش یک دامپزشک بود و دو خواهر دیگر نیز داشت. او دوران دبیرستان را در دبیرستان طبری تهران گذراند. در سال ۱۳۴۶ ازدواج کرد و پس از اخذ دیپلم در همان سال، در رشتهٔ پزشکی دانشگاه علوم پزشکی تهران پذیرفته شد. در سال ششم امتحان ECFMG آمریکا را داد ولی چون همسرش تازه استخدام شده بود از رفتن به خارج منصرف شد اما این مانع نشد که از پیشرفت باز بماند. آن زمان طرحی به نام نظام وظیفه برای خانم‌ها هم وجود داشت بعد از اتمام آن وارد مرحله تخصص شد و سال سوم تخصص بود که تظاهرات انقلابی آغاز شد. بعد از فارغ‌التحصیلی‌اش انقلاب دیگر پیروز شده بود. ابتدا تخصصش را در رشتهٔ کودکان و بعد فوق تخصص غدد درون‌ریز و متابولیسم کودکان را گرفت. پس از دریافت فوق تخصص عضو هیئت علمی دانشگاه علوم پزشکی ایران شد و مراحل استادیاری تا پروفسوری را پشت سر گذاشت.
حاصل ازدواج او چهار فرزند است که دوتای آنها دوقلو هستند. دختر اول او هیئت علمی و معاون آموزشی دانشگاه الزهرا و متخصص زبان‌شناسی است، دختر دوم دانشیار دانشگاه علوم پزشکی ایران در دپارتمان بیوشیمی، دختر سوم متخصص غدد کودکان و پسرش مهندس عمران با مدرک کارشناسی ارشد MBA است.
او در مؤسسهٔ محک فعالیت دارد و عضو هیئت امنای چندین مؤسسهٔ خیریه دیگر نیز می‌باشد.

## جوایز و افتخارات
مریم رزاقی‌آذر وی به خاطر خدمت‌رسانی خود در عرصهٔ پزشکی در سال ۱۳۹۴ به عنوان پزشک به‌یادماندنی در کشور ایران برگزیده شد. او در مدت فعالیت‌های خود جایزه‌های مختلفی از جمله استاد نمونه، بهترین متخصص زن کشور و پژوهشگر برتر استان تهران کسب کرد. همچنین نخستین دانشمند غیراروپایی بود که وارد انجمن اروپایی غدد کودکان (ESPE) شد و مطالب علمی را ارائه کرد. او همچنین در سال ۲۰۲۳ از این انجمن جایزهٔ برجسته‌ترین پزشک بین‌المللی (International Outstanding Clinician Award) را دریافت کرد.

## ماجرای درگیری در کنفرانس دبی
در کنفرانسی که با حمایت شرکت‌های فرانسوی و چینی در دبی برگزار شد، مریم رزاقی‌آذر برای ارائهٔ دو مقالهٔ تخصصی دربارهٔ سن بلوغ حضور داشت. در جریان این کنفرانس، پس از آنکه یکی از پزشکان اماراتی مکرراً از عبارت «خلیج عربی» استفاده کرد، رزاقی‌آذر در پایان ارائهٔ مقالهٔ اول خود با قاطعیت تأکید کرد: «خلیج فارس همیشه خلیج فارس بوده و تا ابد هم خلیج فارس خواهد ماند».
این باعث شد بسیاری از حضار در سالن کنفرانس او را تشویق کنند اما هنگام ارائهٔ مقالهٔ دومش، مسئولان کنفرانس می‌گویند که شما مسئله را سیاسی کردید لذا باید عذرخواهی کنید. او زمانی که در جایگاه قرار می‌گیرد می‌گوید که هر آنچه در مورد خلیج فارس گفتم حقیقت و درست بود که بسیاری از اماراتی‌ها از این حرف او ناراحت می‌شوند و سالن را ترک می‌کنند. میکروفون او را خاموش و اجازهٔ ارائهٔ مقالهٔ دوم را هم به او نمی‌دهند. آنها همچنین اعلام کردند که قصد دارند او را دستگیر کنند.
مریم رزاقی‌آذر و سایر محققان ایرانی حاضر در کنفرانس به هتل بازگشتند. اما متوجه شدند که امکان ورود به اتاق‌های خود را ندارند. در لابی هتل، رزاقی‌آذر با یک مأمور پلیس مواجه شد. پلیس از او خواست که اعتراف‌نامه‌ای مبنی بر اینکه در کنفرانس دچار خطا شده است، امضا کند. او از این کار امتناع کرد. پلیس به او گفت که اگر اعتراف‌نامه را امضا نکند، باید امارات را ترک کند و حق ترانزیت از امارات را نخواهد داشت.
مریم رزاقی‌آذر گفت که در ایران کارهای بسیاری دارد و باید هر چه سریعتر به کشور خود بازگردد. او همچنین گفت که قصد ندارد از نام خلیج فارس عذرخواهی کند. با این حال، وی متوجه شد که پلیس قصد دارد از او اعتراف بگیرد تا بتواند قانوناً علیه او اقدام کند؛ بنابراین متنی را نوشت که در آن به دفاع از نام خلیج فارس پرداخت. پس از خواندن این متن، نظر پلیس نسبت به وی تغییر کرد. پلیس از او عذرخواهی کرد و گفت که با رئیس خود صحبت می‌کند تا نظر او را نسبت به این ماجرا تغییر دهد.

## هدیهٔ عجیب شبکهٔ افق به مریم رزاقی‌آذر
در برنامهٔ جعبه سیاه که نخستین بار در مردادماه پخش شد، مجری به رسم معمول خود به مهمان برنامه، کفن و آگهی ترحیم هدیه داد. مریم رزاقی‌آذر از این هدیه دلگیر شده و از مجری خواسته بود آگهی ترحیم را پاره کند.
این ماجرا واکنش‌های فراوانی را به همراه داشت. کاربران شبکه‌های اجتماعی عمدتاً این اقدام را ناپسند دانسته و از رویکرد برنامه انتقاد کردند. حتی رئیس صدا و سیما نیز از این کار گروه برنامه انتقاد کرد و به آنها تذکر داد.
رضا رشیدپور، مجری تلویزیونی، در واکنشی نوشت: «کفن و آگهی ترحیم، آینده نیست! عاقبت است. عاقبت کسانی که نور را انکار می‌کنند».
سیاوش صفاریان‌پور، برنامه‌ساز تلویزیون، این اقدام را بی‌سابقه دانست و از مدیران پخش و گروه برنامه به‌شدت انتقاد کرد.
علیرضا دباغ، از مدیران اسبق صدا و سیما، در یادداشتی اشاره کرد که اگر هدف برنامه‌سازان یادآوری مرگ و آخرت است، بهتر بود این هدیه به افراد دیگری که تأثیرات مهم‌تری در جامعه دارند، اهدا شود.
علی شریفی زارچی در شبکهٔ ایکس نوشت: «بند بند وجودم از دیدن ویدئوی دادن کفن و اعلامیه فوت در صدا و سیما به پروفسور مریم رزاقی‌آذر، دانشمند بزرگی که جان بسیاری از کودکان را نجات داده، به لرزه درآمد. صدا و سیما زمانی مظهر همبستگی یک ملت بود و اکنون به نماد خشم و تفرقه تبدیل شده است».
او ادامه داد: «چند سال پیش افتخار همکاری با پروفسور رزاقی‌آذر را داشتم. از دو کودک یک خانواده با بیماری بسیار نادر، یکی فوت کرده بود و دیگری علائم مستی داشت. ایشان متوجه وجود متانول در خون کودک شد. به جهت اثر روی در چرخه‌های سنتز الکل، توانست جان کودک را با افزودن روی به رژیم درمانی نجات دهد. دنیا دانشمندانی چون ایشان را با نهایت عزت و احترام، تکریم می‌کند تا الگوی جوانان باشند؛ و صدا و سیمای ایران به ایشان آگهی فوت می‌دهد. آرزومند روزی هستم که مدیریت صدا و سیما در دست فرومایگان نباشد».